# Cosmia exigua
Cosmia exigua är en fjärilsart som beskrevs av Butler 1881. Cosmia exigua ingår i släktet Cosmia och familjen nattflyn. Inga underarter finns listade i Catalogue of Life.